# Ptychoptera gutianshana
Ptychoptera gutianshana is een muggensoort uit de familie van de glansmuggen (Ptychopteridae). De wetenschappelijke naam van de soort werd voor het eerst geldig gepubliceerd in 1995 door Yang en Chen.